# Policía Estatal de Luisiana
La Policía Estatal de Luisiana (Louisiana State Police en inglés, y por tanto sus siglas son LSP) es el cuerpo de policía estatal del estado estadounidense de Luisiana; en otras palabras, es una policía regional con jurisdicción en el ámbito territorial del estado de Luisiana y dependiente del gobierno estatal de Luisiana.
El Gobernador del Estado de Luisiana, en su condición de Jefe del Gobierno estatal, es el máximo responsable político de la Policía Estatal de Luisiana, su máxima autoridad; administrativamente la Policía Estatal de Luisiana depende del Departamento de Seguridad Pública y Correccionales de Luisiana, encabezado por el Secretario de Seguridad Pública y Correccionales (un miembro del Gabinete del Gobernador de Luisiana, equivalente a un Ministro del Interior del gobierno estatal). El oficial de mayor rango y jefe de este cuerpo de policía es un funcionario que recibe el título o denominación de Superintendente de la Policía Estatal de Luisiana; el Superintendente tiene además la condición de Secretario Adjunto del Departamento de Seguridad Pública. La Policía Estatal de Luisiana es una de las principales agencias de policía y de mantenimiento del orden público en el Estado de Luisiana.

## Historia
La Policía Estatal de Luisiana fue fundada en el año 1922 con la denominación de Comisión de Carreteras de Luisiana, y al principio era solamente un cuerpo de policía de tráfico encargada de las carreteras del estado; por eso sus miembros fundadores fueron 16 inspectores de carretera que patrullaban en motocicletas. En 1928 la agencia cambió su nombre por el de División de Aplicación de la Ley de la Comisión de la Autopista, y empleó a 70 agentes uniformados. Ese mismo año se fundó otra agencia denominada Oficina de Investigación Criminal. En 1932, el nombre de la organización fue cambiado de nuevo, esta vez al de Patrulla de Carreteras del Estado, y se le dio autoridad para portar armas de fuego. En 1936, las dos divisiones de las fuerzas del orden estatales, la Oficina de Investigación Criminal y la Patrulla de Carreteras del Estado, se combinaron, por una ley de la Legislatura de Luisiana (Asamblea Legislativa estatal de Luisiana), para formar el Departamento de Policía del Estado de Luisiana. En 1942 la Legislatura de Luisiana abolió el Departamento de Policía del Estado y la convirtió en una división de la recién creada Secretaría de Seguridad Pública.

## Misión y Funciones
La Policía Estatal de Luisiana ejerce funciones de policía de tráfico o de tránsito en las autopistas y carreteras que discurren por el territorio del Estado de Luisiana; también puede prestar servicios de policía preventiva y de orden público, de forma auxiliar, apoyando o asistiendo a las diversas agencias de policía local que existen en Luisiana, ya que las competencias de policía preventiva y de orden público corresponden en principio a las policías locales.
La Policía Estatal de Luisiana también presta servicios de policía judicial (de investigación científica y/o criminalística de crímenes cometidos), a través de su División de Investigaciones Criminales (Criminal Investigations Division, sus siglas son CID), en algunos casos de delitos estatales (correspondientes a la jurisdicción de la legislación penal estatal); en ese caso puede actuar de forma principal en aquellos casos que así lo contemplen las leyes de Luisiana, o bien puede actuar de forma auxiliar prestando ayuda a la policía local, ya que por lo general en la mayoría de los casos la competencia de policía judicial corresponde a las agencias o cuerpos de policía local, pero estos pueden requerir la asistencia estatal.
La División de Investigaciones Criminales incluye una Fuerza de Trabajo de Narcóticos o Estupefacientes a Nivel Estatal (Statewide Narcotics Task Force), una Sección de Permisos de Armas de Mano (Concealed Handgun Permit Section), una Unidad de Recuperación de Autos Robados (Auto Theft Recovery Unit), una Sección de Licencias de Casinos y Juegos de Azar (Casino Gaming & Licensing Section), una Unidad de Inteligencia Criminal e Investigaciones de Robo de Identidad (Criminal Intelligence Unit, Identity Theft Investigations), una Sección de Investigaciones de Fraudes de Seguros (Insurance Fraud Investigations Section), y una sección de delitos cibernéticos que se especializa en delitos cometidos en línea.
La agencia también opera un laboratorio estatal de criminalística y ciencias forenses.
La Policía Estatal de Luisiana tiene varias unidades especiales: un escuadrón de bombas (desactivación de explosivos), una unidad SWAT (unidad élite de intervenciones especiales), una unidad de soporte aéreo (con helicópteros y aviones), un equipo de protección de personalidades (encargado de prestar servicios de escolta al Gobernador, al Vicegobernador y a otras personalidades), una unidad de respuesta de materiales peligrosos, etc.

## Áreas de Patrulla
La Policía Estatal de Luisiana se organiza o divide, a los fines de su despliegue en el territorio de Luisiana y el cumplimiento de sus funciones, en nueve áreas o zonas que reciben la denominación de "Troops" (Tropas, que no debe confundirse con "Troopers" que es la denominación de los grados o rangos inferiores del escalafón de mando); el cuartel general está ubicado en Baton Rouge, la capital del estado. Las Tropas se dividen de la siguiente manera:
- Tropa A (Baton Rouge): cubre las 9 parroquias siguientes: Ascension, East Baton Rouge, East Feliciana, Iberville, Livingston, St. James, Pointe Coupee, West Baton Rouge y West Feliciana.
- Tropa B (Kenner): comprende 6 parroquias: Orleans, St. Charles, St. John (la porción del este), Plaquemines, St. Bernard y Jefferson.
- Tropa C (Houma): comprende las 5 parroquias de Assumption, Lafourche, Terrebonne, y zonas del oeste de la de St. James y de la de St. John.
- Tropa D (Lake Charles): comprende las 5 parroquias de Allen, Beauregard, Calcasieu, Cameron y Jefferson Davis.
- Tropa E (Alexandria): comprende las parroquias de Avoyelles, Catahoula, Concordia, Grant, La Salle, Natchitoches, Rapides, Sabine, Vernon y Winn.
- Tropa F (Monroe): comprende las parroquias de Union, West Carroll, East Carroll, Morehouse, Lincoln, Ouachita, Richland, Madison, Jackson, Caldwell, Tensas, y Franklin.
- Tropa G (Bossier City): comprende las parroquias de Caddo, Bossier, De Soto, Webster, Claiborne, Bienville, y Red River.
- Tropa I (Lafayette): comprende las parroquias de Evangeline, St. Landry, Acadia, Lafayette, St. Martin, Vermilion, Iberia, y St. Mary.
- Tropa L (Covington): comprende las parroquias de St.Helena, St. Tammany, Tangipahoa y Washington.

## Estructura de Rango
Aunque es una policía civil, la estructura de rango o escalafón de la Policía Estatal de Luisiana guarda parecido con el escalafón militar, al menos parcialmente, ya que no existe el grado de General y los grados inferiores son los propios de las Policías Estatales en los Estados Unidos, como el de Trooper (traducido como Tropa, aunque con otro significado en este contexto).
| Rank                     | Insignia | Description |
| ------------------------ | -------- | --- |
| Coronel                  |          | El rango de Coronel en la Policía Estatal de Luisiana está reservado única y exclusivamente para el Superintendente de la Policía Estatal y Secretario Adjunto del Departamento de Seguridad Pública; es decir, existe un solo Coronel en todo el cuerpo y ese es precisamente el Superintendente, el oficial de mayor rango y jefe de la Policía Estatal. El coronel lleva el águila de color de plata en cada charretera. |
| Teniente Coronel         |          | Hay solamente cuatro oficiales con el grado de Teniente Coronel, cada uno supervisa una de las cuatro oficinas dentro de la Policía del Estado. Los Tenientes Coroneles llevan una hoja de roble de color plata en cada charretera. |
| Mayor                    |          | Los Mayores son los responsables de un comando dentro de la Policía del Estado. Los Mayores usan una hoja de roble de color oro en cada charretera. |
| Capitán                  |          | Las responsabilidades específicas de un Capitán varían dependiendo de dónde es asignado dentro de la Agencia. Por ejemplo, un Capitán puede ser un comandante de la tropa en la Oficina de la Patrulla o un Comandante de División en una de las otras Oficinas. Capitanes llevan dos barras de color de oro en cada charretera.                                                                                            |
| Teniente                 |          | Las responsabilidades de un Teniente varían dentro del departamento. A nivel de la tropa, un teniente es típicamente el comandante de un cambio. Otros tenientes en otras divisiones pueden comandar una unidad. Tenientes usan barras de metal de color de oro en cada charretera. |
| Sargento                 |          | Sargentos actúan como asistentes de los comandantes de turno o de los oficiales en servicio. Sargentos llevan tres galones invertidos amarillas en cada manga bajo el parche de la Policía Estatal. |
| Maestro Trooper          |          | La insignia de este rango se compone de un color dorado alfiler 'MT' se lleva en la solapa derecha del portador. Los Troopers que completan los quince (15) años de servicio satisfactorio o excepcional son promovidos al rango de Maestro Trooper. |
| Trooper Superior         |          | La insignia de este rango se compone de un color dorado alfiler 'ST' se lleva en la solapa derecha del portador. Los Troopers que completan los diez (10) años de servicio satisfactorio o excepcional son promovidos al rango de Trooper de alto rango. |
| Trooper de Primera Clase |          | La insignia de este rango se compone de un color dorado alfiler 'TFC' se lleva en la solapa derecha del portador. Los Troopers que completan los cinco (5) años de servicio satisfactorio o excepcional son promovidos al rango de Trooper de Primera Clase. |
| Trooper                  |          | La insignia de este rango se compone de un color dorado alfiler 'TPR' se lleva en la solapa derecha del portador. Este rango es el alcanzado por los cadetes al término de su formación en la Academia de entrenamiento. |
| Cadete                   |          | Un cadete es un recluta, y es el rango en poder de todo el personal asignado, mientras son estudiantes de la Academia de entrenamiento. Este personal no llevan insignias de rango. |